# Río Jari
El río Jari es un largo río amazónico brasileño, un afluente, por la margen septentrional, del río Amazonas. Discurre por los estados brasileños de Amapá y Pará, formando la frontera natural entre ambos en todo su curso.

## Geografía
El río Jari tiene su nacimiento en la sierra de Tumucumaque, un sistema montañoso que hace frontera con la Guayana Francesa, y luego fluye en dirección sur, bañando los municipios de Laranjal do Jari y Vitória do Jari, en la Amapá, y Almeirim, en Pará. Su curso medio forma un buen número de rápidos y cascadas (cachaeiras), lo que ha motivado que se hayan realizado propuestas para un aprovechamiento futuro de su potencial hidroeléctrico, en las regiones de Santo Antonio da Cachoeira y Itapeuara.
Su desembocadura está situada en el canal norte del Amazonas, frente a la ilha Grande do Gurupá, donde comienza el gran estuario del tramo norte del río Amazonas, entre Amapá y la isla de Marajó, en el municipio de Vitória do Jari.

## Proyectos económicos
El río Jari fue verdaderamente importante en la colonización de Calha Norte del río Amazonas, ya que sirvió como un medio de transporte del café y otros productos de los bosques en la región. 
Su importancia creció en la década de 1970, cuando Daniel Ludwig, un gran inversor norteamericano, decidió crear en la ribera del Pará un gran proyecto conjunto: por un lado, producir celulosa a partir del establecimiento de un plan de reforestación con especies importadas; por otro, realizar una prospección minera de caolín en la margen del río Amapá, para utilizarlo en el proceso de blanqueamiento del papel; y, finalmente, crear una unidad de procesamiento industrial de celulosa-papel, importada de Japón, lista para funcionar en la orilla paraense del río Jari. Además, se plantearon proyectos menores, como la plantación de arroz en la vega e investigaciones con frutas tropicales. 
A principios de la década de 1980, después de varios desacuerdos con el gobierno de Brasil sobre la cuestión impositiva, el empresario americano vendió la empresa Jari Forestal a un consorcio de empresas brasileñas que llevan hoy los proyectos.

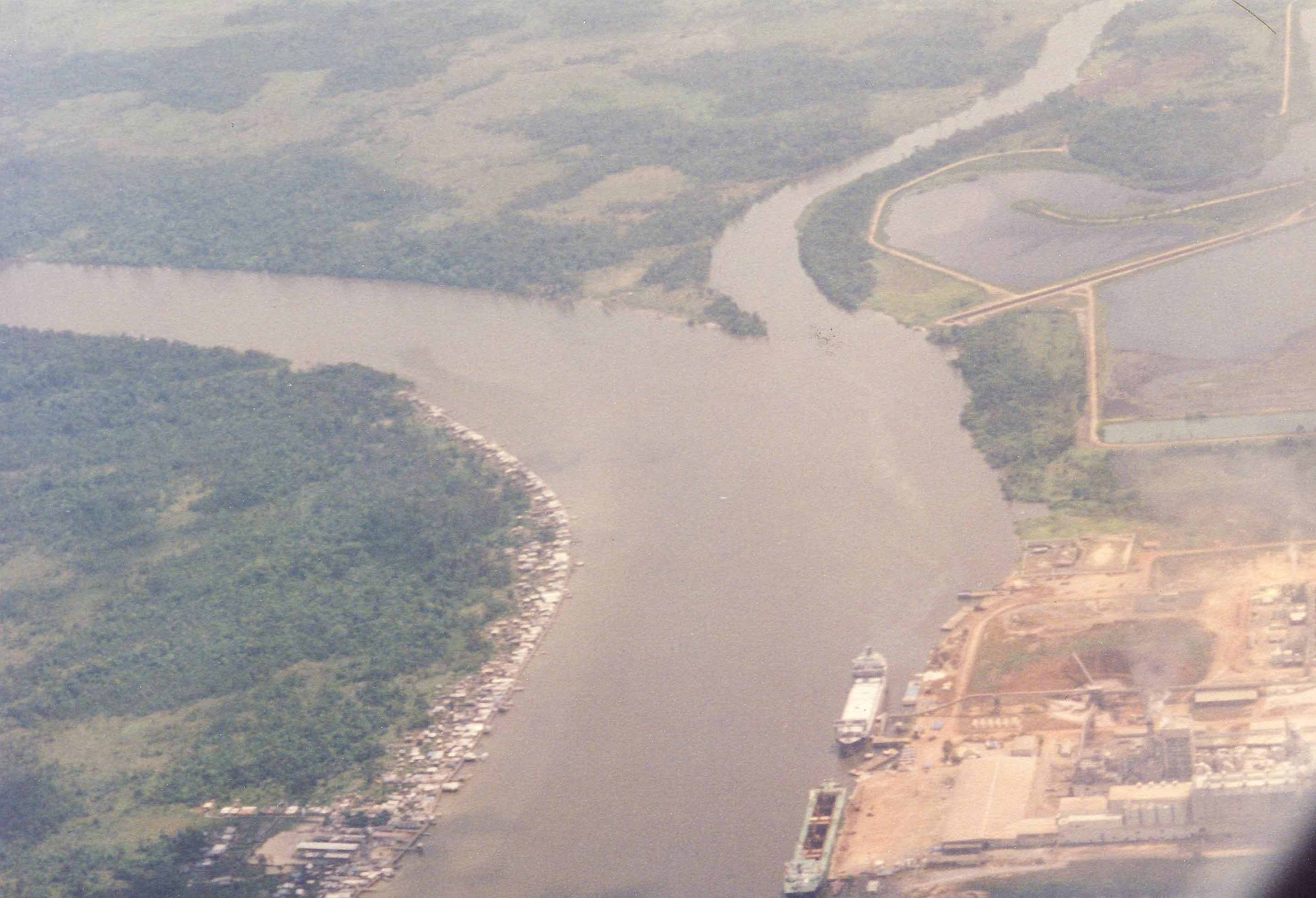
Foto aérea de la fábrica de celulosa en la margen del Jari.

- Datos: Q2670262
- Multimedia: Jari River / Q2670262